# Hacıkurtlar, Acıpayam
Hacıkurtlar là một xã thuộc huyện Acıpayam, tỉnh Denizli, Thổ Nhĩ Kỳ. Dân số thời điểm năm 2010 là 224 người.